# Drets del col·lectiu LGBT al Sudan

Aquest és un article sobre els drets LGBT al Sudan. Les persones lesbianes, gais, bisexuals i transsexuals al Sudan han d'afrontar reptes legals que no experimenten els residents no LGBT. L'homosexualitat és il·legal i pot castigar-se amb presó, assots i fins i tot la pena de mort.

## Lleis sobre l'homosexualitat
L'activitat sexual entre persones del mateix sexe és il·legal a Sudan. El Codi Penal de 1991 la contempla en diversos articles:
| « | Article 19. L'intent és la comissió d'un acte que aparentment demostra la intenció de cometre un delicte, quan el delicte no s'ha consumat per motius aliens a la voluntat de l'infractor. | » |

| « | Article 20. (1) Aquell que intenti cometre un delicte serà castigat amb la presó, per un període que no podrà excedir la meitat de la pena màxima prescrita per a aquest delicte.... (2) Quan la pena de qualsevol delicte sigui la mort ..., el càstig per l'intent serà de presó per un període que no excedeixi els set anys. | » |

| « | Article 148. (1) Serà considerat culpable de cometre sodomia aquell home que penetri el seu gland, o el seu equivalent, en l'anus de ... un altre home, o permeti que un altre home penetri el seu gland, o el seu equivalent, en el seu propi anus. (2)(a) aquell que cometi el delicte de sodomia serà castigat amb cent assots, i també podrà ser empresonat per un període que no excedeixi els cinc anys; (b) quan l'infractor sigui condemnat per segona vegada, serà castigat amb cent assots i serà empresonat per un període que no excedeixi els cinc anys; (c) quan l'infractor sigui condemnat per tercera vegada, serà castigat amb la pena de mort o amb presó perpètua. | » |

| « | Article 151. (1) Aquells que cometin el delicte d'indecència mitjançant qualsevol acte sexual amb qualsevol persona, sense arribar a cometre sodomia, seran castigat amb no més de quaranta assots i podrà ser empresonat per un període que no excedeixi un any o rebre una multa. (2) Quan el delicte d'indecència es cometi en un lloc públic ... l'infractor serà castigat amb no més de vuitanta assots, i també podrà ser empresonat per un període que no excedeixi els dos anys o rebre una multa. | » |

| « | Article 152. (1) Aquell que cometi, en un lloc públic, un acte, o es comporti de forma indecent o de forma contrària a la mora pública, o vista de forma indecent o immoral, que causi molèsties a la societat, serà castigat amb no més de cinquanta assots, amb una multa o amb tots dos. (2) L'acte haurà de ser contrari a la moral pública, a la religió de l'infractor o als costums del país on ocorre l'acte. | » |

## Societat tribal nuba en la dècada de 1930
L'antropòleg britànic Siegfried Frederick Nadel va escriure sobre els pobles nuba a la fi de la dècada de 1930. Va notar que entre els otoro, un dels grups ètnics, existia un rol especial travesti segons el qual els homes es vestien i actuaven com a dones. El transvestisme també existia als pobles moru, nyima i tira, i s'han registrat matrimonis de Korongo i Mesakin per l'excreix d'una cabra.
Respecte de les tribus Korongo i Mesakin, Nadel va descriure una reticència comuna entre els homes davant el fet d'abandonar el plaure d'una vida a l'aire lliure on convivien solament amb altres homes per passar a afermar-se de forma permanent:
| « | Ambdues tribus senten que el matrimoni i la vida sexual perjudiquen la fortalesa física ... Els homes joves casats ... passen quatre o cinc nits amb les seves esposes en el llogaret i després tornen per dues setmanes o un mes al camp de bestiar ... Diuen que "no els agrada viure en l'aldea. He arribat a conèixer homes de quaranta i cinquanta anys que passen la majoria de les nits amb els joves en el camp de bestiar en comptes de les seves cases en el llogaret. ... Darrere d'aquesta submissió a contracor a la vida marital i adulta en general, darrere dels sentiments secundaris del gust per la vida de camp i la companyia masculina, descobrim la por al sexe primari i obert com a destructor de la virilitat. No el sexe en el sentit efímer i físic -la incontinència adolescent d'aquestes tribus descarta aquesta idea- sinó el sexe transformat en una obligació permanent, espiritual (com l'amor) i social (com el matrimoni). No provarem la profunditat psicològica d'aquest antagonisme. Permetin-me assenyalar dues coses: primer, que ocorre en una societat matrilineal, és a dir, una societat en la qual els fruits de la procreació no li pertanyen a l'home. Segon, que està acompanyada no solament per una forta èmfasi en la companyia masculina, sinó també en el domini de l'anormal, representat per l'homosexualitat i el transvestisme. | » |

## Societat
L'homosexualitat ha dividit a algunes comunitats religioses. En 2006, Abraham Mayom Athiaan, un bisbe de Sudan del Sud, va liderar una separació de l'Església Episcopal de Sudan després de considerar que els líders de l'Església no condemnaven l'homosexualitat amb la força que devien.
El Departament d'Estat dels Estats Units, en el seu informe sobre els drets humans de 2011, va ressaltar que:
| « | La llei prohibeix la sodomía ...; no obstant això, no hi ha reportis que s'hagin aplicat aquestes lleis. No hi ha organitzacions conegudes de lesbianes, gais, bisexuals o transsexuals. Existeix una discriminació oficial basada en l'orientació sexual i en el gènere. La discriminació social contra les persones LGBT està generalitzada. Els vigilants ataquen als homes i dones sospitosos de ser homosexuals, i hi ha demostracions públiques contra l'homosexualitat. | » |

El 9 de febrer de 2012 es va fundar la primera associació LGBT del país, Rainbow Sudan El seu fundador, conegut com a Mohammed, va declarar:
| « | Un benvolgut amic meu em va donar la idea de fundar Sudan Rainbow. Comencem treballant junts per crear-ho i ara m'ajuda molt amb aquest projecte. En l'actualitat, tenim un parell de grups que treballen en línia i fora de línia. Formem una petita xarxa de persones que treballen de manera organitzada per avançar en la major quantitat de problemàtiques LGBT que sigui possible, per mostrar qui som, per detenir la discriminació i perquè es reconeguin els nostres drets. Brindem educació sexual, suport psicològic i emocional i protecció. | » |

## Taula resum
| Activitat sexual legal amb el mateix sexe                     | (pena: execució; 10 anys de presó) |
| Mateixa edat de consentiment                                  | No                                 |
| Lleis antidiscriminació a la feina                            | No                                 |
| Lleis antidiscriminació en la prestació de béns i serveis     | No                                 |
| Matrimoni del mateix sexe                                     | No                                 |
| Lleis antidiscriminació en el discurs de l'odi i la violència | No                                 |
| Reconeixement de les parelles del mateix sexe                 | No                                 |
| Adopció de fillastres per parelles del mateix sexe            | No                                 |
| Adopció conjunta per parelles del mateix sexe                 | No                                 |
| Prestació de servei militar per gais i lesbianes              | No                                 |
| Dret legal a canviar de gènere                                | No                                 |
| Accés a la fecundació in vitro per lesbianes                  | No                                 |
| Subrogació comercial per a parelles d'homes homosexuals       | No                                 |
| Permís per donar sang als MSMs                                | No                                 |